# The Dragons of Eden
The Dragons of Eden: Speculations on the Evolution of Human Intelligence ist ein 1977 erschienenes Buch von Carl Sagan, in dem der Autor die Bereiche Anthropologie, Evolutionsbiologie, Psychologie und Informatik kombiniert, um eine Perspektive zu geben, wie sich die menschliche Intelligenz entwickelt haben könnte.

## Inhalt
Sagan diskutiert die Suche nach einem quantitativen Mittel zur Messung der Intelligenz. Er argumentiert, dass das Verhältnis von Gehirn- zu Körpermasse ein extrem guter Korrelationsindikator für die Intelligenz ist, wobei Menschen den höchsten Anteil und Delfine den zweithöchsten haben, obwohl er den Trend als auf kleinere Skalen zusammenbrechen sieht, wobei einige Kleintiere (insbesondere Ameisen) überproportional weit oben auf der Liste stehen. Weitere Themen sind die Evolution des Gehirns (mit Schwerpunkt auf der Funktion des Neokortex beim Menschen), der evolutionäre Zweck von Schlaf und Träumen, der Nachweis von Gebärdensprachfähigkeiten von Schimpansen und der Zweck der angeborenen Ängste und Mythen der Menschheit. Der Titel The Dragons of Eden ist der Vorstellung entlehnt, dass der frühe Kampf des Menschen ums Überleben angesichts von Raubtieren, insbesondere die Angst vor Reptilien, zu kulturellen Überzeugungen und Mythen über Drachen geführt haben könnte.

## Auszeichnungen
The Dragons of Eden gewann 1978 den Pulitzer-Preis in der Kategorie „General Nonfiction“. Im Jahr 2002 veröffentlichten John Skoyles und Dorion Sagan ein Follow-up mit dem Titel Up from Dragons.